# Luzino
Luzino (Duits: Lusin) is een dorp in het Poolse woiwodschap Pommeren, in het district Wejherowski. De plaats maakt deel uit van de gemeente Luzino en telt 6497 inwoners.

## Verkeer en vervoer
- Station Luzino